# Incydent w Zatoce Tonkińskiej
Incydent w Zatoce Tonkińskiej – niejasny i nigdy do końca niewyjaśniony incydent zbrojny w Zatoce Tonkińskiej, mający miejsce 2 sierpnia 1964 roku, wykorzystany jako oficjalna przyczyna przystąpienia USA do wojny w Wietnamie. 

## Historia
Po wspomnianym incydencie prezydent USA Lyndon B. Johnson uzyskał swobodę działania, a do ataku na Wietnam miał prawo użyć wszelkich niezbędnych środków. Na incydent składały się dwa wydarzenia: wymiana ognia USS „Maddox” z trzema wietnamskimi kutrami torpedowymi w dniu 2 sierpnia i wydarzenie z dnia 4 sierpnia, w którym USS „Maddox” i USS „Turner Joy” otworzyły ogień do niezidentyfikowanego celu radarowego. Historyk Howard Zinn w sprawie wydarzeń w zatoce twierdzi: incydent w Zatoce Tonkińskiej był prowokacją, a najwyższe władze amerykańskie okłamywały społeczeństwo, podobnie jak w przypadku inwazji na Kubę za czasów Kennedy’ego. W rzeczywistości bowiem CIA prowadziła w tym regionie tajną operację, której celem były północnowietnamskie przybrzeżne obiekty wojskowe, a zatem atak Wietnamczyków na amerykański okręt nie był „nieuzasadniony”. Ponadto niszczyciel Maddox nie odbywał wcale „rutynowego patrolu”, ale uczestniczył w misji szpiegowskiej, a co więcej do incydentu nie doszło na wodach międzynarodowych, lecz już w obrębie wietnamskich wód terytorialnych. Wbrew twierdzeniom McNamary w kierunku Maddoxa nie wystrzelono też żadnych torped.
W 1965 r. prezydent Lyndon B. Johnson skomentował wydarzenie w prywatnej wypowiedzi: O ile wiem, to nasza marynarka strzelała do wielorybów. W roku 1971 pracownik Pentagonu Daniel Ellsberg przekazał dziennikarzom dokumenty znane jako Pentagon Papers, zawierające również materiały na temat incydentu. Wynikało z nich, że raporty na temat wydarzenia zostały sfałszowane. 30 listopada 2005 służby NSA przez odtajnienie dokumentów z owego okresu nieoficjalnie potwierdziły, iż administracja prezydenta Johnsona otrzymała nieprawdziwe informacje na temat incydentu.

## Schematy starcia

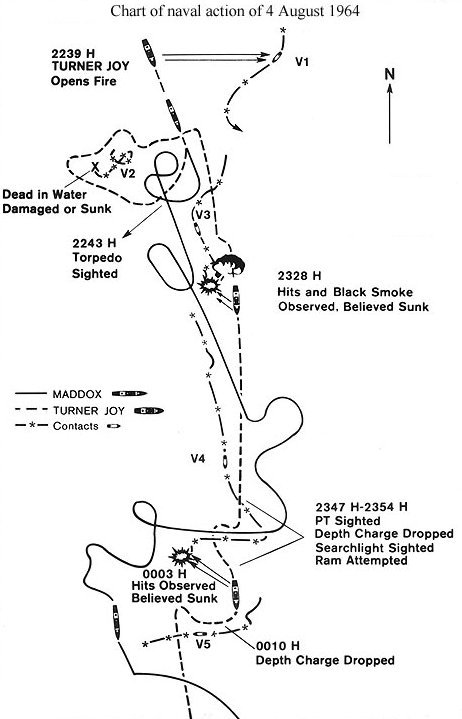